# Чернігівський ліцей № 32
Чернігівський ліцей № 32 — заклад освіти, що знаходиться в місті Чернігові.

## Історія ліцею
- 1989 — відкрито середню школу № 32 (директор Тимошко Г. М.).
- 1990 — директором школи було призначено Морозова Б. Г.
- 2006 — середня школа № 32 відповідно до рішення міської ради реорганізована в багатопрофільний ліцей (директор Тарасюк Л. В.)
- 2012 — ліцей атестовано на високому рівні з відзнакою.

## Проектна потужність ліцею
- 44 навчальні кабінети
- 2500 учнів у дві зміни

Навчаються:
- 1-4-х класів — 17-500 учнів
- 5-9-х класів — 20-588 учнів
- 10-11 класи — 4-113 учнів

## Педагогічний склад
Директор ліцею — Тарасюк Людмила Василівна, учитель математики, кандидат педагогічних наук.
Станом на 1 вересня 2017 року якість освіти забезпечують у ліцеї 93 педагогічні працівники, із них:
- спеціалістів вищої категорії — 68
- спеціалістів І категорії — 9
- спеціалістів ІІ категорії — 8
- старших учителів — 23
- учителів-методистів — 19
- кандидатів педагогічних наук — 2 (Тарасюк Л. В., Іваницька Н. А.)
- відмінників освіти України — 8
- «Заслужений вчитель України» — 1 вчитель (Гузій В. В.)

## Матеріально-технічне забезпечення ліцею
У ліцеї 44 класних кімнати:
- 2 майстерні: слюсарна та столярна
- Кабінет обслуговуючої праці
- 16 предметних кабінетів
- 3 комп'ютерні класи
- Лінгафонний кабінет
- Спортивний зал
- Малий спортивний зал
- Бібліотека
- Читальна зала
- Мультимедійних проектора — 26
- Комп'ютерів — 55 (11 з них у лінгафонному кабінеті)
- Ноутбуків — 23
- Мультимедійних дошок — 3
- Електронна бібліотека (42 тисячі примірників художньої літератури)

## Територія обслуговування ліцею
- вул. Богуна Івана з пров. (вул. Богунського з пров.)
- вул. 1-ї Гвардійської Армії
- вул. Заводська
- вул. Кармелюка з пров.
- вул. Любецька, непарна сторона: 9-39, парна сторона: 8-40
- вул. Мазепи Івана (вул. Щорса), непарна сторона: 5 — 13
- проспект Миру, парна сторона: 46-124
- вул. Низова
- вул. Небаби Мартина (вул. Боженка), непарна сторона: з 51 до кінця, парна сторона: з 52 до кінця
- вул. Пугачова
- вул. Пирогова непарна сторона: 1-13, парна сторона: 2-14
- вул. Самострова Костянтина
- вул. Садова
- вул. Чорновола В'ячеслава (вул. Войкова), непарна сторона: 3-17, парна сторона: 2-24
- вул. Шевчука